# Pittosporum halophilum
Pittosporum halophilum är en tvåhjärtbladig växtart som beskrevs av Joseph Rock. Pittosporum halophilum ingår i släktet Pittosporum och familjen Pittosporaceae. Inga underarter finns listade.